# Kingli
Kingli (Duits: Müllershof) is een plaats in de Estlandse gemeente Saaremaa, provincie Saaremaa. De plaats heeft de status van dorp (Estisch: küla).
Tot in oktober 2017 lag Kingli in de gemeente Laimjala. In die maand werd Laimjala bij de fusiegemeente Saaremaa gevoegd.

## Bevolking
Het dorp had 25 inwoners op 31 december 2011 en 19 inwoners op 31 december 2021.

## Ligging
Ten zuiden van Kingli ligt het beschermde natuurgebied Kingli hoiuala (5,1 km²).

## Geschiedenis
Kingli werd voor het eerst genoemd in 1398 onder de naam Rymecke, ook wel Rehemeggi. In 1458 werd het dorp met de grond eromheen in leen gegeven aan Hans Swart. In 1517 kwam het gebied in handen van de familie Möller, vandaar de Duitse naam Müllershof. In het midden van de 16e eeuw werd een landgoed Müllershof gesticht. In 1605 werd het verkocht aan Frommhold Berg. Later in de 17e eeuw fuseerde Müllershof met het landgoed Nemes (Neemi). De familie Berg bleef de eigenaar tot 1830. Daarna was het landgoed tot de onteigening in 1919 in handen van de familie von Ditmar.
Rond 1939 werd het dorp Laheküla (nu Allikalahe) afgesplitst van Kingli. Tussen 1977 en 1997 maakte het weer tijdelijk deel uit van Kingli.